# VI. Orbán pápa
VI. Orbán (Nápoly, 1318 – Róma, 1389. október 15.) néven lépett Szent Péter trónjára a katolikus egyház történetének 202. pápája. A hosszú évtizedek óta Avignonban székelő egyházfői udvar elődje, XI. Gergely pápa jóvoltából visszakerült Rómába, amely ezúttal tartósabbnak bizonyult a korábbi próbálkozásoknál. Miután Gergely az örök városban halt meg, a konklávét is az itáliai városban tartották, így nem volt meglepő, hogy a francia befolyás csökkenésével egy itáliai bíboros foglalhatta el a trónt. VI. Orbán pedig nem rejtegette terveit, minden diplomatikusságot nélkülözve kijelentette, hogy uralkodásának célja a pápaság római székhelyének megerősítése és a francia bíborosok befolyásának visszaszorítása. A francia klérus azonban már azt is nehezen tudta megemészteni, hogy itáliai pápa ülhet újra az egyház kormányrúdjához, és annak kijelentései végképp felborították az egyház békéjét. Kirobbant a katolikus egyház hatalmi lecsúszásához vezető nyugati egyházszakadás.

## Élete és pályája a trón előtt
1318 körül született Bartolomeo Prignano néven Nápolyban. Az avignoni fogság utáni első itáliai egyházfő családjáról és származásáról a források hallgatnak. Annyi bizonyos, hogy Bartolomeo szülei némi befolyással rendelkeztek az Anjou udvarnál, hiszen a krónikák úgy fogalmaznak, hogy a későbbi egyházfő már fiatalon Avignonba utazhatott. Korábban minden bizonnyal szerzetesként lépett az egyház kötelékébe, és innen került uralkodói segítséggel a pápai kúria közelébe. Feltehetőleg az avignoni egyetemen tanult teológiát, amely mellett sokkal nagyobb szerepet kapott a jog. Kitűnő egyházjogászként a feljegyzések szerint hamarosan akadt néhány befolyásos ismerőse, akik közbenjártak érdekében a pápánál. 1364. március 21-én az egyházfő a nápolyi területen fekvő Acerenza érsekévé szentelte fel. XI. Gergely pápa pedig 1377. április 14-én Bari érseki székébe iktatta be. A pápai kúriánál is több méltóságot kapott, amelyek főképpen a hivatal kancelláriájához kötötték őt. Gergely pápa halálának híre 1378-ban elérte őt is, de különösebb figyelmet nem szentelt a konklávénak, amely később végül őt választotta meg egyházfőnek.

### Római konklávé
1378. március 27-én Rómában halt meg XI. Gergely pápa, akinek halála után történetének legmélyebb válságába süllyedt a katolikus egyház. Ebben nagy szerepe volt a néhai egyházfőnek is, ugyanis március 19-én halálos ágyán az egyre nagyobb hatalomra törekvő konzisztórium aláíratta Gergellyel a Periculis et detrimentis kezdetű bullát, amelyben Gergely elismeri, hogy a konklávén egy jelöltnek nem kell megszereznie a kétharmados többséget. Ez a pápai törvény pedig hamarosan legalizálta az egyházszakadást. Az Avignonból Rómába átköltözött pápai udvar újraválasztásán nagy tét forgott kockán. A huszonhárom bíboros közül csak tizenhat jelent meg a Vatikánban, hogy megválasszák az új egyházfőt. A fennmaradó hét Avignonban maradt, mondván, ők nem hajlandóak résztvenni egy itáliai választáson. A konklávén azonban még így is francia többség volt. Mindössze négy itáliai kardinális állt szemben a két pártra oszló francia bíborosokkal. A választás több tekintetben is kényes politikai üggyé vált. A Rómában összegyűlő egyházi méltóságok a kor szokásainak megfelelően magánhadseregeik élén érkeztek meg, arra az esetre, ha valamilyen irányba befolyásolni kellene a kollégium döntését. De a hadseregek mellett volt egy sokkalta nagyobb erő, amely ráadásul mindenképpen bele akart szólni a választásba. Ez a római nép volt, akik megakadályozták, hogy a bíborosi seregek bevonuljanak a városba. A tömeg azt követelte a konklávé tagjaitól, hogy római születésű pápát válasszanak, vagy legalább itáliai származásút. A tömeg akarata érthető volt, ugyanis a Rómában székelő egyházfő számukra nemcsak vallási szempontból volt fontos. Miután a pápák elhagyták az örök várost, az egyrészt anarchiába süllyedt, másrészt óriási jövedelmektől esett el, amelyeket a zarándokok és a pápai udvar, valamint a külföldi követségek vásárlásai jelentettek. A krónikák szerint a tömeg annyira türelmetlen volt, hogy több bíboros is páncélt vett fel öltözete alá, és úgy vonultak félre a konklávéhoz kijelölt épületbe. A bevonuló kardinálisok azonban figyelmeztették a rómaiakat, hogy a kényszer nyomására létrejött eredményt nem fogják elismerni.
1378. április 7-én végül a konklávéra zárult az ajtó. A pápaválasztók előtt nem volt egyszerű a feladat, hiszen olyan személyt kellett választaniuk, aki egyszerre elégíti ki a francia és az itáliai klérus igényeit, és a kapuknál tolongó rómaiak sem lincselik meg őket a választás miatt. A vita kezdett elhúzódni, és három nap múltán a Szent Péter téren összegyűlt tömeg már egyre türelmetlenebb lett. Április 10-én félrerántották a vészharangokat, és egy hírnök elmondta a bíborosoknak, hogy a tömeg eredményre vár, és már nem tudják sokáig kordában tartani őket. A megrémült kardinálisok közül végül Pedro de Luna bíboros hozta fel Bari érsekének nevét. Bartolomeo ugyan nem volt bíboros, mégis kiváló teológusként, egyházjogászként és vezetőként volt ismert. Ráadásul az érsek nápolyi születésű volt, amely ugyanúgy sorolható Itáliához, mint Franciaország befolyási övezetéhez, hiszen az Anjouk uralkodtak Nápoly felett. Az egyszerűnek tűnő megoldást hamar elfogadta minden bíboros, és a krónikák felhívják a figyelmet arra, hogy a későbbi ellenpápák is pápának ismerték el Bartolomeo Prignanót. A tomboló tömeg azonban betört a konklávé helyszínére, és a rémült választók közül Genfi Róbert bíboros mert egyedül felszólalni, hogy az eredmény megszületett, de a nevet még nem mondhatja el. A források szerint Tebaldeschi bíboros éppen akkor vette magára palliumát, így a tömeg azt hitte, hogy őt választották meg egyházfőnek. Az itáliai származású bíborosnak nagyon megörültek, és a korabeli szokásoknak megfelelően a csőcselék azonnal kirabolta a bíboros római palotáját. A rablók arra hivatkoztak, hogy a pápai palotába költöző bíborosnak korábbi vagyonára már úgysem lesz szüksége. Időközben a kollégium követet küldött Bariba Prignano érsekért. 

Csak a tömeg csillapodása után derülhetett fény az igazságra, amikor április 10-én megkoronázták Prignano érseket, aki a VI. Orbán uralkodói nevet vette fel. Ő volt az utolsó olyan egyházfő, akit nem a bíborosi kollégium tagjai közül választottak meg.

## A nyugati szakadás első pontifikátusa

### Kiéleződő ellentétek
A gyorsan lezajló konklávé után Orbánt először presbiteri rangra emelték, majd a bíborosi konzisztórium összeült, hogy megerősítsék elismerésüket az új egyházfőt illetően. A kezdeti formaságok után a bíborosoknak hamar kiderült, hogy Orbán képzettsége mellett tökéletesen alkalmatlan a kényes politikai szerep betöltésére. Az új pápa heves reakciókkal igyekezett kormányozni, és több kortársa is leírja, hogy irányítása nem veszi figyelembe a kialakult hatalmi egyensúlyt a pápa és a konzisztórium között. Erre pedig még kifinomultabb diplomáciával kellett volna ügyelni, mint egyébként, hiszen a francia bíborosok jó része ugrásra készen figyelte Orbán minden tervét. Abból pedig nem volt hiány, hiszen a pápa a konklávé után felismerte, hogy a kúriának és az egyháznak reformra van szüksége. Ez kétségtelenül igaz is volt, azonban Orbán a bíborosi jogokat erősen meg akarta tépázni, és erélyes hangvétellel próbálta mindezt a kardinálisok tudtára adni. A feudalizmus felbomlása, a rendiség kialakulása ebben az időben a világi társadalomban már szinte végbement, és az egyházi hierarchiában is teret nyert. A bíborosok és az alsópapság is egyre nagyobb beleszólást igényelt az egyház irányításába. Orbán döntése tehát a történelemmel szemben próbált újítani. Elsősorban a francia bíborosoknál telt be a pohár Orbán reformjai miatt, így nyíltan ellenszegültek a pápa döntéseinek. Eközben Fondi városában, amelynek vezetője a régi római Orsini családból került ki, Orbán elleni lázadásról beszéltek, arra hivatkozva, hogy a pápaválasztás nem volt törvényes. A forrongás gyorsan terjedt, és hamarosan Rómába is begyűrűzött. A dühödt Orsini-pártiak elfoglalták az Angyalvárat is, és itt oltalmat nyújtottak az Orbán ellen állást foglaló bíborosoknak. A francia főpapok Amiens bíborosának vezetésével Anagniba menekültek a pápa elől, ahol nyíltan megfogalmazták vádjaikat, miszerint Orbánt a konklávé fegyveres nyomás alatt választotta meg, és ezért érvénytelen volt felszentelése.

### Fondiban új egyházfőt választanak
Az egyre bizonytalanabbá váló Anagniból hamarosan az Orsinik védelme alatt álló Fondiba menekültek az Orbán-ellenes bíborosok. A pápa mellett megválasztása után két hónappal mindössze három itáliai bíboros állt ki, akiket Orbán Fondiba küldött, hogy győzzék meg a kollégium többi tagját törvényes uralkodásáról. De a pápa trónbitorlását boncolgató kardinálisok hamar a maguk sorai közé állították a három itáliai bíborost. Erre válaszul Orbán huszonkilenc hozzá hű bíborost nevezett ki, akik túlnyomó többsége rokonságából került ki. A Fondiban összegyűlt régi konzisztórium hamarosan levelet küldött a pápának, amelyben két kiutat javasoltak a válságból. Az egyik egy egyetemes zsinat összehívása volt, a másik egy bíborosok által diktált szerződés. A pápa válaszra sem méltatta a kezdeményezést, így ezt hamarosan egy keményebb hangvételű levél követte. Miután erre sem reagált az újonnan szervezett Orbánpárti kúria, augusztus 2-án kiadták a Declaration címet viselő levelüket, amelyben vád alá helyezték a pápát, és jogilag, valamint történelmileg sem ismerték el egyházfőnek. A fondi bíborosok felvették a kapcsolatot V. Károly francia királlyal is, aki bátorította a kardinálisokat, hogy az üresnek nyilvánított egyházi trónra válasszák meg a legitim pápát. A bíborosok tehát megfelelő világi hátteret maguk mögött tudva 1378. szeptember 20-án Genfi Róbert bíborost választották meg törvényes pápának, aki felvette a VII. Kelemen uralkodói nevet. Kelemen inkább volt hadvezér és politikus, mint szent életű klerikus, így a fennálló helyzetben rendkívül alkalmas volt Szent Péter trónjának betöltésére, még ha később ellenpápaként is vették fel a hivatalos vatikáni listákba. 

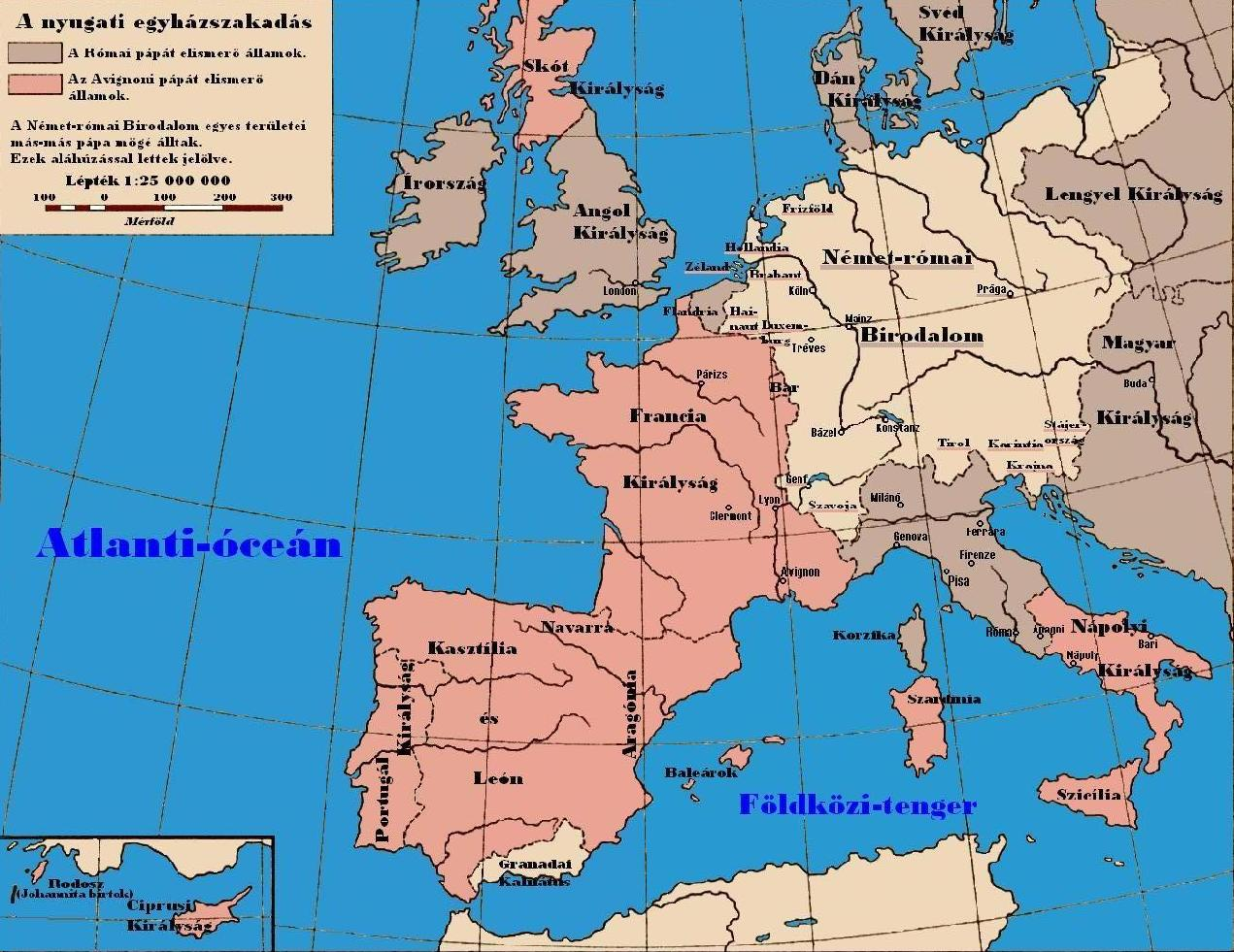
A szakadásban a pápák mögé sorakozó Európa térképe

Az egy és oszthatatlan katolikus egyháznak tehát szeptembertől két feje lett. Orbán természetesen azonnal kiközösítette Kelement és az őt támogató bíborosokat, de Kelemen teljes pápai jogának birtokában ugyanezt tette Orbánnal. A két egyidejűleg uralkodó egyházfő hatalma tulajdonképpen Európa világi uralkodóinak elismerésén múlott. A százéves háborúban szembenálló felek mentén oszlott meg ez a támogatás, így Franciaország, Spanyolország, Portugália, Nápoly  és Ausztria is Kelemen mögé állt. Ezzel szemben Orbánt támogatta a Magyar Királyság, Anglia, Flandria, a Német-római Birodalom és Itália nagy része, Svédország és Lengyelország is. A kialakult válság egyértelműen a pápai hatalom gyors hanyatlását vonta maga után. A szakadás legfontosabb következménye az volt, hogy miután a pápai hatalom a világi elismertség révén nyerte el létjogosultságát, a pápák a világi uralkodók hatalma alá kerültek. Ezzel megerősödött a központi hatalom és a nemzeti egyházak kapcsolata. Ebben a korban válik szinte önállóvá a nemzeti egyház minden európai országban. A két pápa kétszer vetette ki az egyházi adókat, két főpapot nevezett ki ugyanarra a méltóságra, és ezeket egyedül a világi hatalom támogatásával lehetett megvalósítani. A királyok pedig csak az egyik pápa jogát ismerték el. Ezért Orbán adószedői és az általa kinevezett püspökök Franciaországban semmit sem tudtak elérni.

### Nápolyi bonyodalmak
A nápolyi uralom alatt álló Fondiba I. Johanna, nápolyi királynő is ellátogatott, aki csalódott egykori alattvalója politikájában, hiszen Orbán törvénytelennek akarta minősíteni korábbi házasságát. Johanna így a bíborosok oldalára állt, amely Orbán közvetlen szomszédságában komoly fenyegetést jelentett. A két pápa között háború robbant ki, amelyben francia, magyar és nápolyi seregek is küzdöttek egymás ellen. Orbán a magyar Anjou-ház támogatását igyekezett megnyerni azzal, hogy elismerte I. Lajos, magyar király jogát a nápolyi trónra, és ezért Durazzoi Károlyt támogatta Johanna trónjának örököseként. Az Orsinik által feldúlt Rómában Orbán zsoldosserege diadalt aratott, és kiűzte ellenségeit a városból. Visszafoglalta az Angyalvárat és rövidesen a Pápai Állam nagy részében helyreállította uralmát. A közeledő veszély elől VII. Kelemen először Nápolyba, majd 1379-ben Avignonba menekült, ahol újra berendezte a pápai kúriát. Míg a nagypolitikában a franciák és az angolok között dúló százéves háború jelentette a pápák szembenállását, Itáliában az Anjou-ház háborúi jelentettek támogatást egyik vagy másik pártnak. Johanna a francia ágnak akarta garantálni a nápolyi trónt, ezzel megszerezve V. Károly támogatását. A trónra a magyar Anjouk is igényt formáltak, így a Durazzoi Károly vezette magyar és pápai seregek hamarosan megütköztek a francia sereggel. Károly fölényes győzelmet aratott Johanna támogatói felett, és elfoglalta Nápolyt is. 1381-ben Orbán mint a királyság hűbérura, megfosztotta Johannát a nápolyi tróntól, és 1382-ben Károlyt koronázta meg nápolyi királynak. Az új uralkodó pedig még ugyanabban az évben meggyilkoltatta Johannát. Orbán időközben menekülni kényszerült Rómából, ugyanis a nép az újabb háború miatt fellázadt ellene.
Az itáliai rendteremtéssel azonban még nem zárult le Orbán küzdelme. A krónikák feljegyzései alapján ekkor Orbán már idegbeteg volt, így döntéseit lassan saját bíborosai is kétségbe vonták. Az Orbán pártját fogó kardinálisok Károllyal szövetkezve úgy vélték, jobb lesz ha eltávolítják az őrült egyházfőt hivatalából. Az összeesküvést Orbán leleplezte, és 1385-ben Nocera városában elfogatta az ellene szervezkedő bíborosokat, és börtönbe vetette őket. Amikor kiderült, hogy Károly is részt vett az összeesküvésben, Orbán kiátkozta őt és feleségét. Erre Károly megostromolta Nocerát, amelyet Orbán seregei bátran védtek több héten keresztül. A pápa a krónikák szerint minden egyes nap kiállt a bástyákra, és onnan újra meg újra kinyilatkoztatta az egyházi átkot. Közel öt hónap után sikerült Barlettába menekülnie a pápának, ahol hajóra szállt a bűnös bíborosokkal együtt, és Genovába utazott. Itt kegyetlenül megtorolta az összeesküvőket, és egy kardinálist kivéve kivégeztette az ellene szövetkező főpapokat. A kegyetlen gyilkosságok mélyen megdöbbentették a keresztény világot. Egyértelművé vált, hogy a pápák nem vallásos indíttatásból harcolnak egymás ellen, hanem tisztán és nem titkoltan a hatalom birtoklása miatt. Amikor 1386 februárjában Durazzoi Károly halálhíre megérkezett Orbánhoz, a pápa igyekezett saját jelöltet Nápoly trónjára állítani. Luccában keresztes háborút hirdetett meg Kelemen ellen, és később Perugiában hadat toborzott a Nápoly elleni hadjárathoz, ugyanis időközben a déli királyság francia kézbe került. 1388 augusztusában Orbán el akart indulni serege élén Nápoly ellen, de miután a zsoldosok nem kapták meg fizetségüket, a sereg szétszéledt. Orbán ismét visszatért Rómába, ahol 1389. október 15-én a krónikák szerint ellenségei megmérgezték.
Halálával tulajdonképpen az egész egyház fellélegzett. A saját hívei szerint is politikai ámokfutást végző Orbán pontifikátusa felveti a kérdést, hogy vajon mennyire befolyásolta a nyugati egyházszakadás létrejöttét. A makacs és heves, átgondolatlan döntéseket hozó egyházfő minden bizonnyal hozzájárult a szakadáshoz, de halála után egyértelművé vált, hogy az ellentétek sokkal mélyebben húzódnak. Orbán temetésének hallatán Kelemen és a keresztény világ nagy része is úgy vélte, hogy lezárult a szakadás, és az egyház Kelement ismeri el törvényes fejének. De az itáliai bíborosok nem így gondolták, és hamarosan konklávén választották meg Orbán utódját, aki szintén Rómából irányította az egyház egy részét. 

VI. Orbán egyébként jövedelmeinek megtoldására 1390-re meghirdette a harmadik Szentévet, amelyet rendeletében ezentúl minden harmincharmadik évben meg kellett rendezni. Emellett Orbán volt az első egyházfő, aki családi címere helyett pápai címert készíttetett. Ebben a korban vált általánossá, hogy a nemesi címereket átalakítva születik meg az egyházfők címere.

## Művei
- Documenta Catholica Omnia (latin nyelven). (Hozzáférés: 2011. december 6.)

| Előző pápa: XI. Gergely | Római pápa 1378 – 1389 | Következő pápa: IX. Bonifác |